# Genexus (álbum)
Genexus, es el noveno álbum de estudio de Fear Factory. Publicado el 7 de agosto de 2015, a través del sello Nuclear Blast. La continuación de The Industrialist fue coproducido por su colaborador Rhys Fulber, junto con Dino Cazares y Burton C. Bell. Mezclado por Andy Sneap (Arch Enemy, Testament, Exodus y Machine Head). Mike Heller (Malignancy) se encargó de grabar la batería, excepto la canción 'Soul Hacker', contó con el invitado Deen Castronovo (Journey) detrás del kit. Las ilustraciones estuvieron una vez más a cargo de Anthony Clarkson.

## Concepto del álbum
Fear Factory imaginó un futuro donde las máquinas se han vuelto sensibles y están tratando de crear su propio mundo en el álbum conceptual, Genexus.
'Genexus', estuvo influenciado por una de las películas favoritas del vocalista Burton C. Bell, Blade Runner.
"Estaba leyendo sobre la teoría de Ray Kurzweil sobre 'La Singularidad' (la era en la que las máquinas se vuelven sensibles), pensando en Blade Runner y el personaje Roy Batty de Rutger Hauer". "El director, Ridley Scott realmente mencionó la empatía en esa película, los únicos que sienten algo son los androides. Los humanos están desconectados. Eso me hizo pensar en lo que les pasaría a estas máquinas cuando desarrollaran empatía y comenzaran a cuidarse unas a otras".
La palabra 'genexus' resulta ser un híbrido de dos palabras 'génesis' y 'nexo'. El término aparentemente describe la próxima transición en la evolución humana a medida que el hombre avanza hacia un estado de ser 'mecánico', Kurzweil predijo que la singularidad ocurrirá alrededor de 2045.
"Este álbum es un registro de los patrones de pensamiento, la psicología y las luchas de la generación Genexus. La máquina cognitiva ha llegado y quiere autonomía de la industria que la creó. Esta máquina lucha, como lo ha hecho cualquier otro ser humano a lo largo del curso de la historia. Esta es la historia de cada uno de nosotros".
"La sinopsis surgió después de terminarse el disco. En lugar de describir lo que significa cada canción, se me ocurrió cuál era el concepto. Empecé a hacerlo con Demanufacture. Fue entonces cuando surgió todo el concepto de Demanufacture: al escribir la sinopsis después. Fue entonces cuando empezó a rodar la cosa de la ciencia ficción. Hice eso en Genexus. Fue entonces cuando uní todo el concepto, escribí la sinopsis de este álbum", concluyó Bell.
"Conceptualmente, siempre es algo futurista, del tipo hombre contra máquina, pensamos que lo mantendríamos real, mantenlo como somos y quiénes somos", comentó Cazares.

## Escritura y composición
"Fue un proceso largo. Queríamos hacerlo bien, tomarnos nuestro tiempo. Escribíamos, grabábamos, luego lo escuchábamos y luego empezábamos a reorganizarlo, porque grabábamos directamente en Pro Tools, para poder reorganizarlo. Toda la composición se hizo después de la última gira de 'The Industrialist', y prácticamente todo 2014... la mayor parte de 2014 y hasta 2015."
El 10 de noviembre de 2014, la banda comenzó a grabar parte de 'Genexus', en NRG Recording Studios, North Hollywood, California, con el productor Rhys Fulber y el ingeniero Mike Plotnikoff, mientras que Damien Rainuad y Giuseppe Bassi supervisaron la mayoría de partes del teclado, así como la preproducción. Andy Sneap se encargó de la mezcla.
Lo intentamos con Andy por esta razón: tiene una producción muy cruda. No es crudo, pero sí con un sonido muy orgánico. Sentimos que algunas partes debían sonar como Obsolete y tener la sensación mecánica de Demanufacture.
Cazares escribió/grabó la guitarra y partes de bajo para la música y Bell se encargó de la voz. La batería principalmente programada, pero Heller tocó canciones del álbum en el estudio para darles sensación de en vivo.
La grabación vocal estuvo a cargo de Drew Fulk. "Es como un arreglista vocal. Vino a ayudarnos y organizar las letras. Entendió qué palabras funcionaban mejor en una canción, hasta la sílaba y la pronunciación. Arregló algunas de las letras y melodías del álbum; armó melodías y patrones rítmicos para Burton".
"Cuando fue el turno de Burton de grabar las voces, explicó que necesitaba algo de tiempo para hacerlo y que sólo quería a Rhys en el estudio con él. Pasaron tres meses en los que no logró casi nada. Rhys me llamó y dijo que tenían algunos problemas. Debimos buscar una solución juntos. Nos sentamos con Burton y le sugerimos trabajar con un profesor de canto que pudiera ayudarlo con las letras. Después de aceptar trabajar con Drew Fulk, sus pistas estuvieron listas en dos semanas. La mezcla de Andy Sneap hizo que el álbum sonara genial. Con 'Expiration Date' pudimos presentar un tema de cierre épico, que no funcionó con 'The Industrialist'. En ese momento trabajamos en 'Enhanced Reality', pero no la terminamos a tiempo. Terminó como un bonus track en 'Genexus' y ahora en 'Re-Industrialized', haciendo que el álbum finalmente suene completo".
Sobre usar un baterista real en 'Genexus' en comparación con 'The Industrialist', que fue grabado con una caja de ritmos:
Después de 'The Industrialist' teníamos claro que queríamos trabajar con un baterista real. Mike ya se había sentado detrás del equipo durante la gira de 'The Industrialist', razón por la que lo llevamos al estudio. La grabación de instrumentos se realizó sin incidentes, comentó Dino.
"Le da una sensación más natural... definitivamente más natural. Cuando empiezas a grabar, puedes agregar sonidos y manipularlos de la forma que quieras. Así que es una especie de híbrido entre orgánico y digital; así es como suena este disco. Y creo que eso es lo que lo hace sonar realmente bien. Discos como Demanufacture y Obsolete eran el mismo tipo de híbrido, fue el enfoque que adoptamos en la batería del álbum".

## Vídeos musicales
Filmaron videos musicales de las canciones 'Dielectric' y 'Expiration Date'. Además, crearon videos con letras de las canciones 'Soul Hacker', 'Protomech' y 'Regenerate'.
'Dielectric', el vídeo de los cibermetaleros de Los Ángeles Fear Factory, fue filmado por Ramon Boutviseth, anteriormente trabajó con Trivium, Nonpoint, Darkest Hour, Incubus y All That Remains, entre otros.
Comienza con los espectadores siendo llevados a través de lo que parece ser un hueco de ascensor, a medida que profundizamos en los detalles, encontramos a los miembros de FF alimentando todo el asunto. Con el tiempo, llega una revelación mayor en el barco que están electrizando.
'Expiration Date', es el vídeo final de la historia, y la larga pista utiliza sólo voces limpias. El clip fue filmado por el director Tommy Jones, que anteriormente trabajó con Kataklysm, Soilwork, Lamb of God, Carcass y Testament, entre otros.
"Soy un gran admirador de bandas de rock melódico como U2 e incluso Sisters of Mercy y siempre he integrado esa influencia en nuestra música". [...] "Con Genexus no queríamos eliminar las voces melódicas, abordamos cada canción de una manera novedosa y utilizamos una combinación de voz gutural con canto limpio. Y la música de 'Expiration Date' simplemente no requiere voces de death metal", señaló Burton C. Bell.

## Gira y promoción
Fear Factory encabezó una gira por Norteamérica promocionando Genexus.
"Estamos entusiasmados de tocar en nuestras primeras fechas principales en Estados Unidos promocionando nuestro nuevo álbum Genexus", comentó el guitarrista Dino Cazares. "¡Creemos que estos espectáculos serán una gran combinación de nuestras nuevas canciones, junto con toneladas de material de nuestros clásicos!"

## Recepción de la crítica
The Guardian
FF irradia verdadera autoridad, lo que da como resultado su mejor álbum en dos décadas y un recordatorio oportuno de que cuando el hombre y la máquina chocan, el resultado puede ser a la vez alegre y devastador.
Sputnikmusic
Nadie va a confundir Genexus con otra cosa que no sea un lanzamiento de Fear Factory, pero las ligeras alteraciones de la banda han producido un cambio en el sonido que es menor en ejecución, pero significativo en alcance.
Allmusic
Nueve álbumes después, la banda finalmente está coqueteando con la accesibilidad, pero al más puro estilo Fear Factory, lo están haciendo en sus propios términos y a un ritmo muy deliberado.
Kerrang
Fear Factory continúa haciendo que el futuro suene oscuro y peligroso.
Metal Injection
No debería ser una revelación impactante cuando decimos que el álbum número nueve está plagado de todos los elementos que han llegado a definir el sonido de FF desde que se alejaron de sus comienzos más mortíferos en Demanufacture.
Metal Hammer
La máquina sigue adelante, habiendo sobrevivido no solo a una fase de nu metal sino también a la deconstrucción, los miembros clave Burton y Dino finalmente resuelven sus diferencias para un regreso letalmente triunfante en la forma de Mechanize de 2010.
Blabbermouth
'Genexus' es en parte 'Transgression' y Digimortal, pero en parte es Demanufacture en espíritu. A pesar de la previsibilidad del álbum, las canciones están bien elaboradas y es bastante fácil asimilarlas. Los complementos industriales le dan personalidad más ocupada y cordial, iluminando el prospecto de la humanidad en transición hacia un estado de ser más mecanizado.

## Reconocimientos
El álbum llegó a las listas de varios países alrededor del mundo, llegando al puesto 13 en la lista World Top 40 y solidificando una vez más la estatura de la banda como una fuerza internacional. Genexus superó los dos últimos lanzamientos, Mechanize y The Industrialist, en términos de ventas en su primera semana y números en las listas de Estados Unidos.
Las posiciones en las listas mundiales de Genexus incluyen:
Irlanda (n.° 7), Australia (n.° 15), Alemania (n.° 17), Suiza (n.° 18), Austria (n.° 25), Finlandia (n.° 25), Reino Unido (n.° 31), Países Bajos (n.° 34), Bélgica (n.° 35), Canadá (n.° 36), EE. UU. (n.° 37), República Checa (n.° 42) y Francia (n.° 55).

## Lista de canciones
| N.º | Título                     | Escritor(es)                 | Duración |  |
| 1.  | «Autonomous Combat System» | Burton C. Bell, Dino Cazares | 5:28     |  |
| 2.  | «Anodized»                 | Burton C. Bell, Dino Cazares | 4:48     |  |
| 3.  | «Dielectric»               | Burton C. Bell, Dino Cazares | 4:20     |  |
| 4.  | «Soul Hacker»              | Burton C. Bell, Dino Cazares | 3:13     |  |
| 5.  | «Protomech»                | Burton C. Bell, Dino Cazares | 4:56     |  |
| 6.  | «Genexus»                  | Burton C. Bell, Dino Cazares | 4:49     |  |
| 7.  | «Church of Execution»      | Burton C. Bell, Dino Cazares | 3:22     |  |
| 8.  | «Regenerate»               | Burton C. Bell, Dino Cazares | 4:03     |  |
| 9.  | «Battle for Utopia»        | Burton C. Bell, Dino Cazares | 4:15     |  |
| 10. | «Expiration Date»          | Burton C. Bell, Dino Cazares | 8:49     |  |

## Pistas adicionales japonesas
| N.º | Título                                         | Duración |  |
| 11. | «Mandatory Sacrifice (Genexus Remix)»          | 5:44     |  |
| 12. | «Enhanced Reality»                             | 5:36     |  |
| 13. | «Maximum Voltage Capacitor (Dielectric Remix)» | 4:18     |  |

## Personal
- Burton C. Bell - voz
- Dino Cazares - guitarra, bajo
- Mike Heller - batería (1-3, 5-9)